# Lisa Mandemaker
Lisa Mandemaker é uma designer holandesa de um protótipo de útero artificial para bebês extremamente prematuros e foi incluída na lista da BBC de 100 mulheres inspiradoras e influentes de todo o mundo em 2019.

## Biografia
Morando em Amsterdã, Lisa Mandemaker possui mestrado em Design de Produtos pelo Royal College of Art, de Londres.
Iniciado em 2018, o útero artificial que Lisa Mandemaker, Guid Oei do Maxima Medical Center e Hendrik-Jan Grievink estão desenvolvendo contém um ambiente líquido para hospedar e desenvolver bebês prematuros (24-28 semanas), de modo a aumentar a chance de sobrevivência. O ambiente permite que oxigênio e nutrientes vitais passem pelo cordão umbilical e tem sido proposto como alternativa a uma incubação que apresenta riscos maiores devido ao ambiente de oxigênio. O projeto tem um financiamento de 2,9 milhões de euros e uma meta de conclusão de cinco a dez anos. As preocupações do projeto incluem impactos desconhecidos a curto e a longo prazo sobre a criança.
Os trabalhos anteriores também incluem workshops e projetos sobre o estado de instabilidade do Brexit e outros comentários sociais nos dias modernos. Ela foi apresentada no Festival de Design de Seul de 2014.